# Шефтель Зиновій Григорович
Шефтель Зиновій Григорович — український вчений-математик, кандидат фізико-математичних наук, професор. Більше 30 років працював у Чернігівському державному педагогічному інституті ім. Т. Г. Шевченка.

## Життєпис
Народився 10 жовтня 1928 року в Києві в родині службовця. 
У 1944-1949 роках навчався на  механіко-математичному факультеті Київського державного університету (КДУ) ім. Т.Г. Шевченка, який закінчив з відзнакою. У перші післявоєнні роки механіко-математичний факультет КДУ був невеликим факультетом, не більше сотні студентів на усіх курсах, тому всі студенти добре знали один одного і приятелювали. 
Під час навчання познайомився з Ю.М. Березанським, майбутнім академіком НАНУ, який вступив до університету на рік раніше. У 1945 до університету вступив Я.А. Ройтберг, з яким у З.Г. Шефтеля зав’язалася міцна дружба на все життя. На одному курсі з Ройтбергом вчилися й майбутні академіки Ю.Л. Далецький та В.С. Королюк. На цьому факультеті також навчалася й  майбутня дружина Зиновія Григоровича – Елла Львівна Беліловська (прожили у шлюбі більше 60 років, виховали 2 дочок та онуків).
Трудовий шлях розпочав викладачем математики у Нікопольському вчительському інституті, а в серпні 1954 року (у зв’язку з закриттям Нікопольського учительського інституту) був переведений до Дрогобицького педагогічного інституту на посаду старшого викладача кафедри Вищої математики. В цей час поруч, в Івано-Франківську математику викладав і Я. А. Ройтберг.
В 1961 році разом Ю.М. Березанським (який на той час вже захистив докторську дисертацію) та Я.А. Ройтбергом почали співпрацю в області  дослідження граничних задач для еліптичних диференціальних рівнянь.
У січні 1964 року у Воронезькому університеті захистив дисертацію на здобуття наукового ступеня  кандидата фізико-математичних наук на тему: "Теорія еліптичних рівнянь з розривними коефіцієнтами. Lp- оцінки розв’язань". У 1966 році присвоєно вчене звання доцента.
У серпні 1968 року за запрошенням Я.А Ройтберга та В.М. Костарчука переїхав до Чернігова для роботи в Чернігівському державному педагогічному інституті ім. Т.Г. Шевченка, де працював на посадах доцента, а з листопада 1978 року – на посаді професора кафедри Математичного аналізу.
Рішенням Вищої атестаційної комісії при Раді міністрів СРСР від 22 лютого 1985 року присвоєно звання професора по кафедрі Математичного аналізу. 
Після виходу на пенсію 29 лютого 2000 року, разом з дружиною переїхав до доньки до Німеччини, в місто Геттінген.
Восени 2013 року з нагоди відзначення власного ювілею 85-річчя у колі другів, колег та учнів відвідував Чернігів та ЧНПУ, де до дня народження було присвячено проведення  міжвузівської конференції «Диференціальні рівняння та суміжні питання» в рамках Сіверських математичних читань.

## Науковий доробок
Автор визнаних  підручників з теорії імовірності (одноосібна праця) та функціонального аналізу (у співавторстві Ю.М. Березанським та Георгієм Усом).
- Теорія ймовірностей: навчальний посібник для студентів фізико-математичних факультетів педагогічних інститутів, 1977.
- Математика: навчальний посібник для студентів факультетів педагогіки і методики початкового навчання / В.Н.Боровик, Л.М. Вивальнюк, В.М. Костарчук, Ю.В. Костарчук, З.Г. Шефтель − Київ: «Вища школа», 1980. – 400 сторінок.
- Функціональний аналіз. Курс лекцій : навчальний посібник для математичних спеціальностей університетів / Ю.М. Березанський, Г.Ф. Ус, З.Г. Шефтель −  Київ: «Вища школа», 1990.  – 600 сторінок.
- Теорія ймовірностей: підручник для студентів педагогічних навчальних закладів, що вивчають дисципліну "Теорія ймовірностей" / З. Г. Шефтель. - 2-е видання, перероблене і доповнене  –  Київ: «Вища школа», 1994. −  192 сторінки [ ISBN 5-11-004271-3]
- Functional analysis / Yu. M. Berezansky, Z. G. Sheftel, G. F. Us. − 2010. [ISBN 978-966-2645-12-5] [ISBN 978-966-2645-02-6]
- Функціональний аналіз: підручник / Ю. М. Березанський, Г. Ф. Ус, З. Г. Шефтель ; пер. з англ. канд. фіз.-мат. наук Т. С. Кудрик, д-р фіз.-мат. наук О. Б. Скасків ; за наук. ред. проф. В.А. Михайлеця та проф. О. Б. Скасківа. − Львів: І. Е. Чижиков [видавець], 2014. − 558 сторінок.

З 1962 по 1992 роки Я.А. Ройтберг та З.Г. Шефтель опублікували у співавторстві цикли робіт з еліптичних рівнянь з розривними коефіцієнтами, за нелокальних еліптичних задач, з теорії оптимального керування, з еліптичних рівнянь із значним виродженням, про  наближення функцій розв’язками еліптичних задач та багато інших.
З.Г. Шефтель  виступав  з доповідями на багатьох наукових конференціях як в СРСР (в Києві, Москві, Воронежі, Львові, Чернівцях, Іркутську), так і за кордоном (в Німеччині та Угорщині).

## Обрані праці
- Roitberg, Y.A. and Sheftel, Z.G. General boundary-value problems for elliptic equations with discontinuous coefficients // Doklady Akademii Nauk. − Russian Academy of Sciences, 1963. − vol. 148, no. 5, pp. 1034-1037.

- Sheftel, Z.G. Estimates in Lp of solutions of elliptic equations with discontinuous coefficients and satisfying general boundary conditions and conjugacy conditions // Doklady Akademii Nauk. −  Russian Academy of Sciences, 1963. − vol. 149, no. 1, pp. 48-51.

- Roitberg, Y.A., Sheftel, Z.G. Boundary value problems with a parameter in Lp for systems elliptic in the sense of Douglis-Nirenberg // Ukrainian Mathematical Journalthis link is disabled, 1967 − vol. 19, no. 1, pp. 100-104.

- Roitberg, Y.A. and Sheftel, Z.G. A theorem on homeomorphisms for elliptic systems and its applications // Matematicheskii Sbornik, 1969. – vol. 120, no. 3, pp.446-472.

- Roitberg, Y.A., Sheftel, Z.G. Nonlocal boundary-value problems for elliptic equations and systems // Siberian Mathematical Journalthis link is disabled, 1972. – vol. 13, no. 1, pp. 118–129.

- Roitberg, Y.A., Sheftel, Z.G. Green's formula and the hypothesis of solvability for nonlocal elliptic boundary problems // Ukrainian Mathematical Journal, 1973. – vol. 25, no. 4, pp. 396–405.

- Roitberg, Y.A., Sheftel, Z.G.  Isomorphism theorems for nonlocal elliptic boundary-value problems and their applications // Ukrainian Mathematical Journal, 1973. – vol. 25, no. 6, pp. 630–638.

- Roitberg, Y.A., Sheftel, Z.G. On optimal control of systems described by general elliptic boundary problems // Ukrainian Mathematical Journal, 1976. – vol. 28, no. 4, pp. 433–436.

- Kovalenko, I.A., Roitberg, Y.A., Sheftel, Z.G. Green's function for general inhomogeneous boundary-value problems for systems that are elliptic in the sense of Douglis-Nirenberg // Ukrainian Mathematical Journal, 1978. – vol. 30, no. 5, pp. 508–511.

- Sheftel, Z.G. Theorems on isomorphism for General Elliptic Problems with a Shift // Differential Equations, Asymptotic Analysis, and Mathematical Physic. – Berlin, 1997. – vol. 100, p. 364-368.

- Sheftel, Z.G., Green’s formula for elliptic operators with a shift and its applications // Differential and Integral Operators. − Birkhäuser, Basel, 1998. − vol. 102, pp. 307-314.

- Sheftel, Z.G. Elliptic Problems with a Shift in Complete Scales of Sobolev-Type Spaces // Differential Operators and Related Topics. − Birkhäuser, Basel, 2000. − p. 355-358.

## Відомі учні
- Мурач Олександр  Олександрович – доктор фізико-математичних наук, професор, провідний науковий співробітник Відділу нелінійного аналізу, Інститут математики НАН України.
- Теско Володимир Анатолійович - кандидат фізико-математичних наук, старший науковий співробітник Відділу функціонального аналізу, Інститут математики НАН України.
- Коломієць Ганна Василівна  – кандидат педагогічних наук, доцент, Заслужений працівник освіти України, директорка  Чернігівського обласного педагогічного ліцею.
- Дяченко Олександр Віталійович – старший викладач кафедри Вищої та прикладної математики ЧНТУ ім. Т.Г. Шевченка.